# Abbazia di Gutenzell

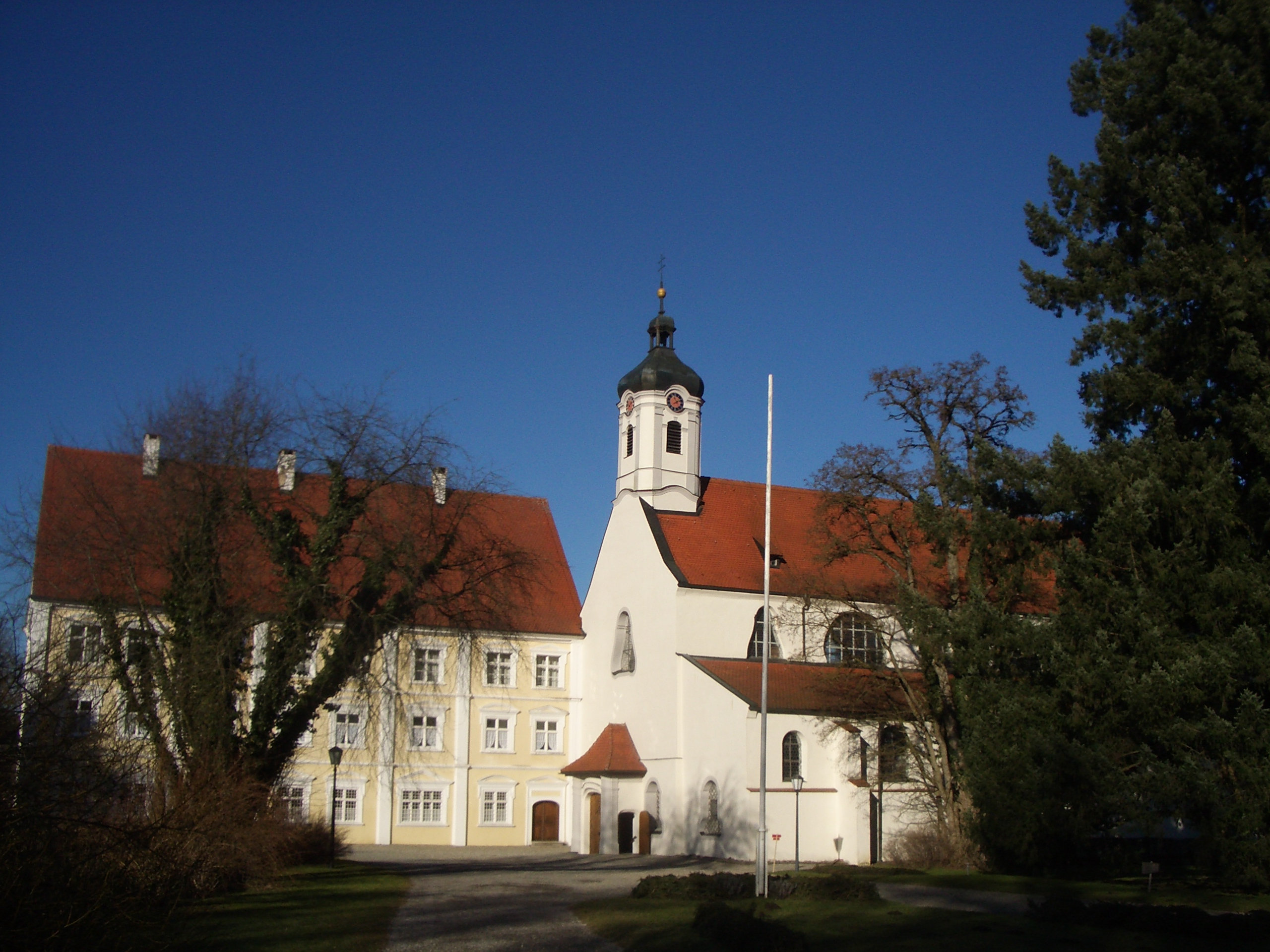
La chiesa parrocchiale dei Santi Cosma e Damiano, anticamente chiesa del monastero di Gutenzell

L'abbazia di Gutenzell (Kloster o Reichsabtei Gutenzell) fu un monastero femminile cistercense posto nella municipalità Gutenzell-Hürbel, nel distretto di Biberach, nell'attuale stato del Baden-Württemberg, in Germania.

## Storia
Le origini del monastero sono sconosciute. Secondo la leggenda esso venne fondato nel XII secolo da due sorelle dell'aristocratica famiglia degli Schlossberg (nella tradizione più tarda chiamati anche Schlüsselberg), il cui castello si trovava nelle vicinanze, e venne chiamato col nome latino di Cella Dei, poi in tedesco Gottes Zelle.
Ad ogni modo, il primo registro sicuro dell'abbazia di Gutenzell risale alla sua rifondazione o possibile conferma del suo capitolo nel 1237 come monastero cistercense femminile sotto il nome di Bona Cella, Gute Zelle in tedesco, da cui l'attuale Gutenzell. Nei suoi primi anni di vita il monastero venne favorito e supportato in particolare dalla nobile famiglia degli Aichheim. La prima badessa di Gutenzell fu Mechthilda von Aichheim che resse le sorti della comunità dal 1237 al 1243, anche se altre famiglie nobili locali ebbero nei secoli il patronato dell'abbazia e questo lo sappiamo dal momento che prima del 1237 la struttura era andata distrutta in un incendio alla cui ricostruzione avevano contribuito questi medesimi aristocratici. Al monastero erano ammesse in prevalenza le figlie della migliore aristocrazia tedesca.
Già nel 1238, l'abbazia venne rifondata da papa Gregorio IX che la pose sotto la supervisione spirituale dell'abbazia di Salem sotto la quale rimase sottoposta sino al 1753 quando la dipendenza venne spostata all'abbazia di Kaisheim.
Gran parte del monastero venne quindi ricostruita a partire dal 1369 a seguito di un nuovo disastroso incendio causato dall'illuminazione a torce e dalla struttura prevalentemente in legno.
Nel 1474 la chiesa del monastero, dedicata ai Santi Cosma e Damiano, divenne anche la chiesa parrocchiale del villaggio di Gutenzell che si era sviluppato attorno all'abbazia. Quella che appare tutt'oggi è una struttura medioevale riadattata completamente in stile barocco. Le origini della chiesa, ad ogni modo, sono databili al XII secolo come è ravvisabile da alcune tracce nei suoi muri di fondazione.

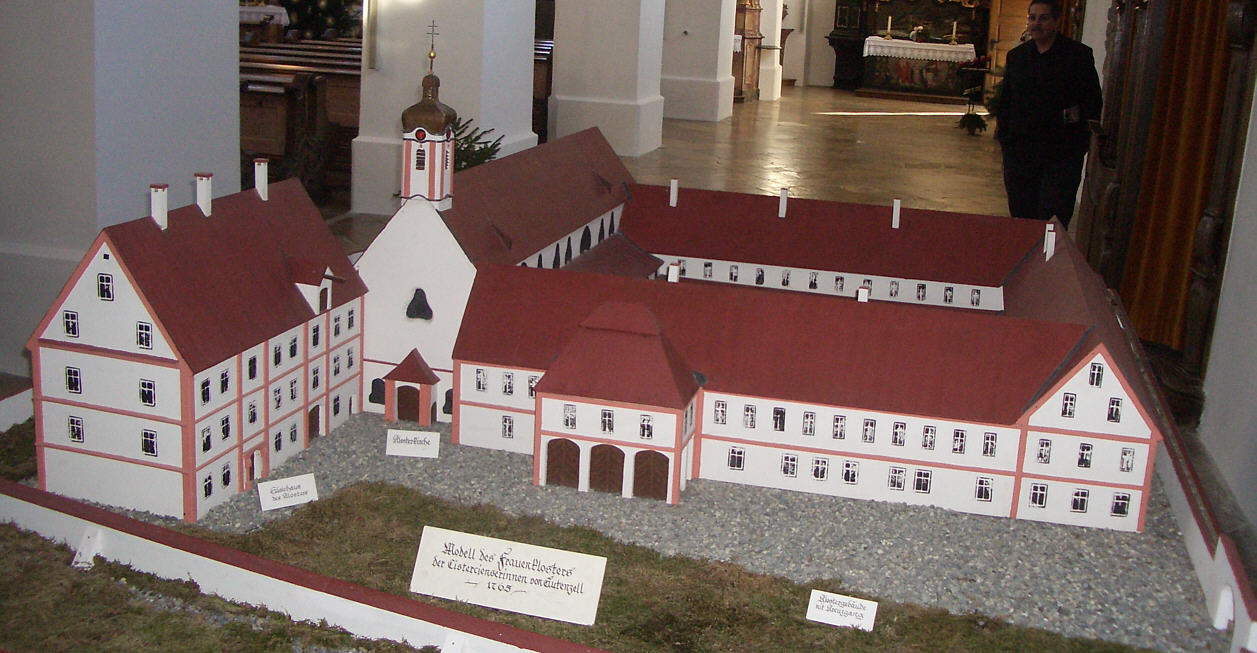
L'abbazia di Gutenzell così come doveva apparire nel XVIII secolo (modellino)

Nel tardo medioevo l'abbazia divenne un'abbazia imperiale ottenendo numerosi privilegi ad opera dell'Imperatore Sigismondo tra il 1417 ed il 1437. Dal 1521, il ciambellano del monastero, nominato dalla badessa stessa, avrebbe rappresentato l'autorità di questa al parlamento imperiale.
Il 1522 è la volta di un nuovo disastroso incendio che distrusse gran parte dell'antico chiostro del monastero, che venne prontamente ricostruito e nel 1525 l'abbazia venne coinvolta nella rivolta dei contadini che investì l'area.
Durante la guerra dei trent'anni le monache si trasferirono per sicurezza in Stiria dal momento che era imminente l'invasione delle truppe svedesi nel 1632. Il convento rimase ivi di sede sino al 1647, poco prima della fine della guerra nel 1648: quando le monache fecero ritorno alla vecchia abbazia la trovarono distrutta dal passaggio degli svedesi che l'avevano nuovamente incendiata nel 1646.
Nel 1685 l'abbazia riprese a pieno ritmo la propria attività religiosa e ricevette dall'Imperatore anche il diritto di amministrare personalmente l'alta giustizia.

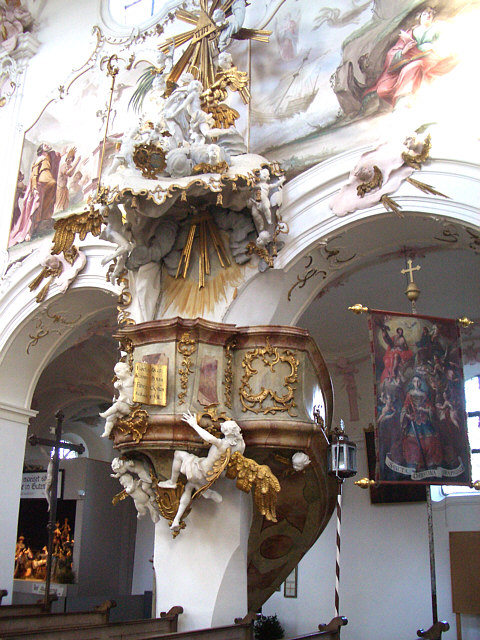
Il bellissimo pulpito barocco decorato a stucchi e dorature della chiesa parrocchiale del monastero

Nella seconda metà del XVIII secolo vi fu l'ultima ristrutturazione del monastero, che duro dal 1755 al 1756 e che fu anche la più spettacolare: venne chiamato lo stuccatore Franz Xaver Feuchtmayer il Vecchio e Dominikus Zimmermann seguì la progettazione dei lavori dal momento che sua figlia Maria Alessandra era a quel tempo monaca al monastero, di cui divenne successivamente anche badessa, dal 1759 al 1776. Gli affreschi vennero eseguiti da Johann Georg Dieffenbrunner. Il pulpito, risalente al 1756 venne eseguito ad opera di Stephan Luidl che creò anche l'altare maggiore nel 1762, probabilmente su disegno di Dominikus Zimmermann.
All'inizio dell'Ottocento l'abbazia possedeva non solo il piccolo villaggio di Gutenzell, ma anche gran parte di altri villaggi piccoli e grandi, per un totale di 1189 soggetti a cura d'anime. Tra gli altri, Gutenzell disponeva della reggenza di un terzo di Achstetten e Kirchberg e di metà della signoria di Oberholzheim.
Nel 1803 l'abbazia venne dissolta durante la mediatizzazione tedesca e la struttura passò ai Conti di Toerring, e dal 1806 al Regno del Württemberg. A quel tempo la struttura accoglieva 36 monache le quali vennero in gran parte trasferite, ma 28 rimasero a risiedere nel chiostro del monastero anche se l'amministrazione dello stesso venne affidata al clero secolare. La tradizione monastica si estinse con la morte dell'ultima monaca nel 1851; l'ultima badessa, Maria Justina von Erolzheim, era morta nel 1809.